# Víctor Pastrana
Víctor Pastrana Carrasco (Guadalajara, Castilla-La Mancha, 27 de septiembre de 1996) es un futbolista español. Juega de delantero en el C. D. Lugo de la Primera Federación.

## Trayectoria
En la temporada 2014-15 fue ascendido al primer equipo de la A. D. Alcorcón.
En julio de 2016 fue cedido a la S. D. Ponferradina durante la temporada 2016-17. Tras la misma se desvinculó del conjunto alfarero y fichó por el R. C. Celta de Vigo "B".
El 9 de julio de 2019 fue presentado como nuevo jugador del Extremadura U. D., firmando por tres temporadas tras su paso por el club vigués.
El 7 de enero de 2022 se hizo oficial su fichaje por el Club Deportivo Atlético Baleares después de haberse desvinculado de la entidad extremeña días atrás. Allí militó durante dos años y medio y en agosto de 2024 se unió al C. D. Alcoyano. Con ellos jugó 34 partidos, en los que marcó cuatro goles y dio tres asistencias, y para la temporada 2025-26 se incorporó al C. D. Lugo.

## Selección nacional
En mayo de 2015 debutó con la selección española sub-19 y se convirtió en el primer jugador en la historia de la A. D. Alcorcón en jugar con España.

## Clubes
| Club                        | País   | Año       |
| --------------------------- | ------ | --------- |
| A. D. Alcorcón "B"          | España | 2014-2015 |
| A. D. Alcorcón              | España | 2015-2017 |
| S. D. Ponferradina (cedido) | España | 2016-2017 |
| R. C. Celta de Vigo "B"     | España | 2017-2019 |
| Extremadura U. D.           | España | 2019-2022 |
| C. D. Atlético Baleares     | España | 2022-2024 |
| C. D. Alcoyano              | España | 2024-2025 |
| C. D. Lugo                  | España | 2025-     |